# Jonas Salley
Gyawe Jonas Salley (* 16. März 1982 in San-Pédro) ist ein ehemaliger ivorischer Fußballspieler, der auch einen australischen Pass besitzt.

## Karriere
Salley, der in der Elfenbeinküste bei Séwé Sports und Africa Sports National in der 1. Liga spielte, zog 2005 zu seinem Vater nach Australien, um den gesellschaftlichen und politischen Problemen seines Heimatlandes zu entkommen. In Australien spielte er einige Zeit für eine lokale Mannschaft, wurde aber schon bald vom in der Victorian Premier League spielenden South Melbourne FC unter Vertrag genommen. Zur Saison 2006/2007 wechselte er zum neuseeländischen A-League-Team New Zealand Knights. Nachdem die Mannschaft zum Saisonende aufgelöst worden war, stand er direkt im Anschluss für die Finals beim Sydney FC unter Vertrag und kam zu einem Einsatz.
Während der Saisonpause der A-League spielte er für einige Monate bei Sunshine George Cross, bevor er zu Adelaide United stieß, wo er bereits im März 2007 einen Vertrag über zwei Jahre unterschrieben hatte.
In der AFC-Champions-League-Saison 2008, als Adelaide das Finale erreichte, konnte Salley nicht mitwirken, da die Brasilianer Cássio, Cristiano und Diego Walsh bereits die drei Ausländerplätze belegten und Salley, obwohl er im April des Jahres eingebürgert wurde, in den Fußball-Regularien nicht als australischer Spieler zählte.
Als er in der Saison 2008/09 zunehmend als Ergänzungsspieler zum Einsatz kam, zeigte er sich unzufrieden mit seiner Situation bei Adelaide und eine Vertragsverlängerung wurde bereits frühzeitig ausgeschlossen. Dennoch rückte er nach den beiden Halbfinalniederlagen gegen Melbourne Victory in die Stammformation und zog nach einem 1:0-Erfolg gegen Queensland mit Adelaide ins Grand Final ein. Dort stand man erneut Melbourne gegenüber und unterlag mit 0:1, obwohl Salley den Melbourner Spielmacher Carlos Hernández erfolgreich aus dem Spiel nahm.
Im März 2009 wechselte er wenige Wochen vor Saisonbeginn zum chinesischen Erstligisten Shaanxi Chanba. Danach führte er seine Karriere bei verschiedenen australischen und chinesischen Vereinen fort, bis er sie im Februar 2017 beendete.